# Джамал аль-Дін аль-Афгані
Сайїд Джамаль аль-Дін аль-Афгані (перс. سید جمال‌‌‌الدین افغانی), Також відомий як Сейід Джамал ад-Дін Ассабаді (перс. سید جمال‌‌‌الدین اسد‌آبادی) і широко відомий як Аль-Афгані (1838/1839 — 9 березня 1897) — політичний активіст та ісламський ідеолог, який подорожував по мусульманському світу наприкінці 19 століття. Один із засновників ісламського модернізму і Панісламізму (закликав до зургтування усіх мусульман чи принаймні мусульман-суннітів). Водночас в Індії виступав за індуїстсько-мусульманську єдність. Він також відомий своєю причетністю разом зі своїм послідовником Мірзою Реза Кермані до успішного заговору щодо вбивства Шаха Насер-аль-Діна, якого Аль-Афгані звинувачував у тому, що він робить занадто багато поступок іноземним державам, особливо Британській імперії.. Під кінець життя знайшов прихисток у Стамбулі, при дворі Абдул-Гаміда II, який прагнув використати прагнення мусульман в своїх інтересах.